# Woudenbergseweg
De Woudenbergseweg is een weg in de gemeente Zeist in de Nederlandse provincie Utrecht. De Woudenbergseweg loopt vanaf de Slotlaan tot aan de Zeisterweg. Dit is de oude weg naar Woudenberg toe. Naast het korte gedeelte vanaf de Slotlaan tot aan de rotonde Laan van Beek en Royen en Prins Bernhardlaan, gaat de rest van de Woudenbergseweg als Provinciale weg N224 verder.
Aan deze straat bevinden zich diverse kerken waaronder Oosterkerk op nummer 44 (rijksmonument), Lutherkapel op nummer 38 en de Nederlands Hervormde kerk op nummer 52 te Maarsbergen (rijksmonument). Ook zijn er diverse monumentale panden zoals Villa Anderstein op nummer 9 en Villa Gurnigel op nummer 5 (beiden rijksmonument), daarbij ook de boerderijen het Blauwe Huis op nummer 42, de Schaapskooi op nummer 92a, de grote Bloemheuvel nummer 3, plus Klein Valkeneng met historisch erf op nummer 40 (alle rijksmonument). Daarnaast liggen er aan de Woudenbergseweg nog een hertenkamp, begraafplaats. Vroeger was er ook een zwembad uit 1926 nabij nummer 9. Diverse gedeelten van de Woudenbergseweg lopen door een bosrijk gebied. 
De KNVB heeft zijn hoofdkantoor op Woudenbergseweg 56-58. Naast het hoofdkantoor heeft de bond hier tevens een Sportmedisch Adviescentrum waar voetballers kunnen worden gekeurd of kunnen revalideren, een campus en een conferentiecentrum. Op Woudenbergseweg 21 is daarnaast nog het hoofdkantoor van de Eredivisie CV gevestigd.

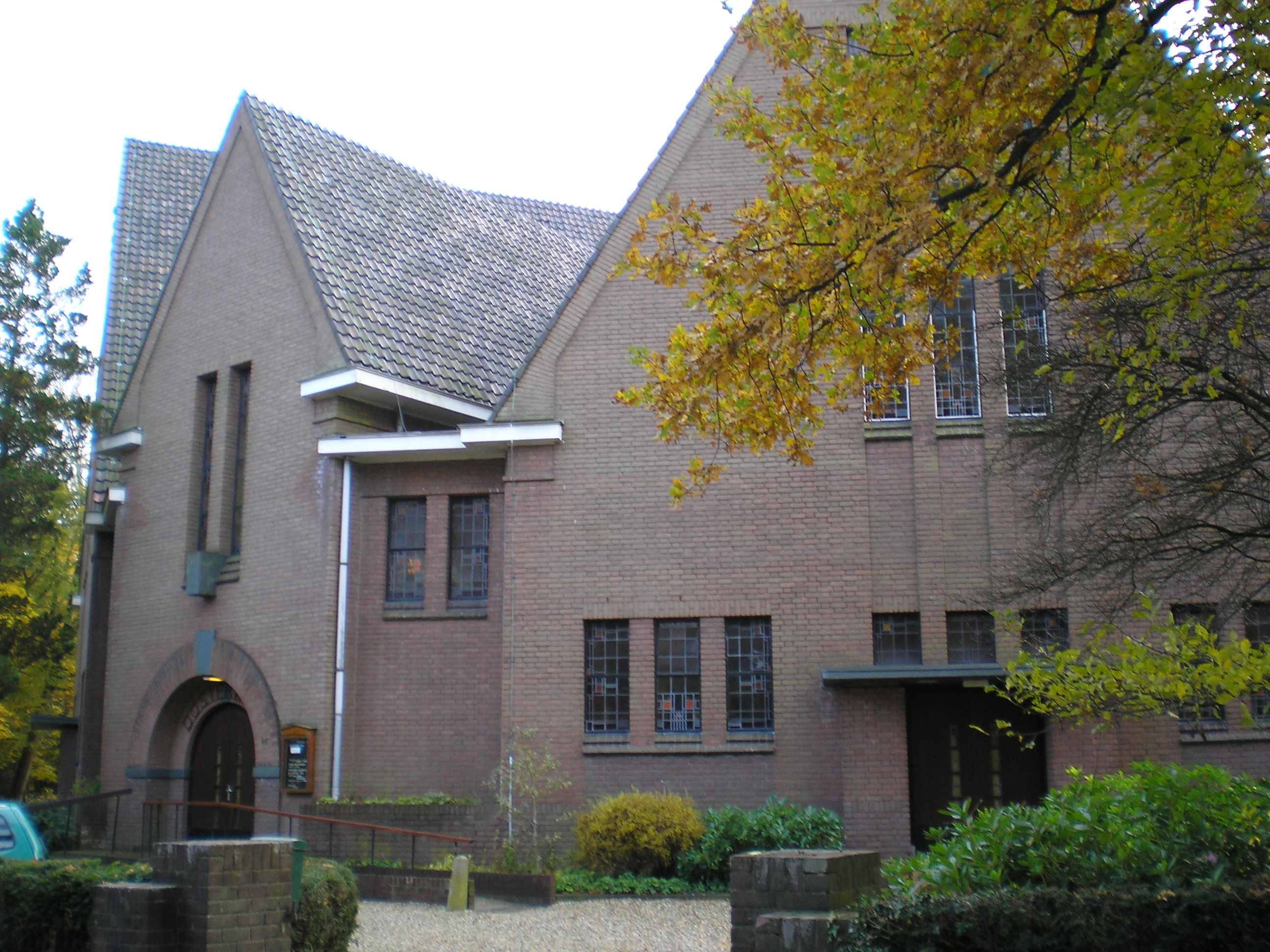
Oosterkerk aan de Woudenbergseweg 44 te Zeist
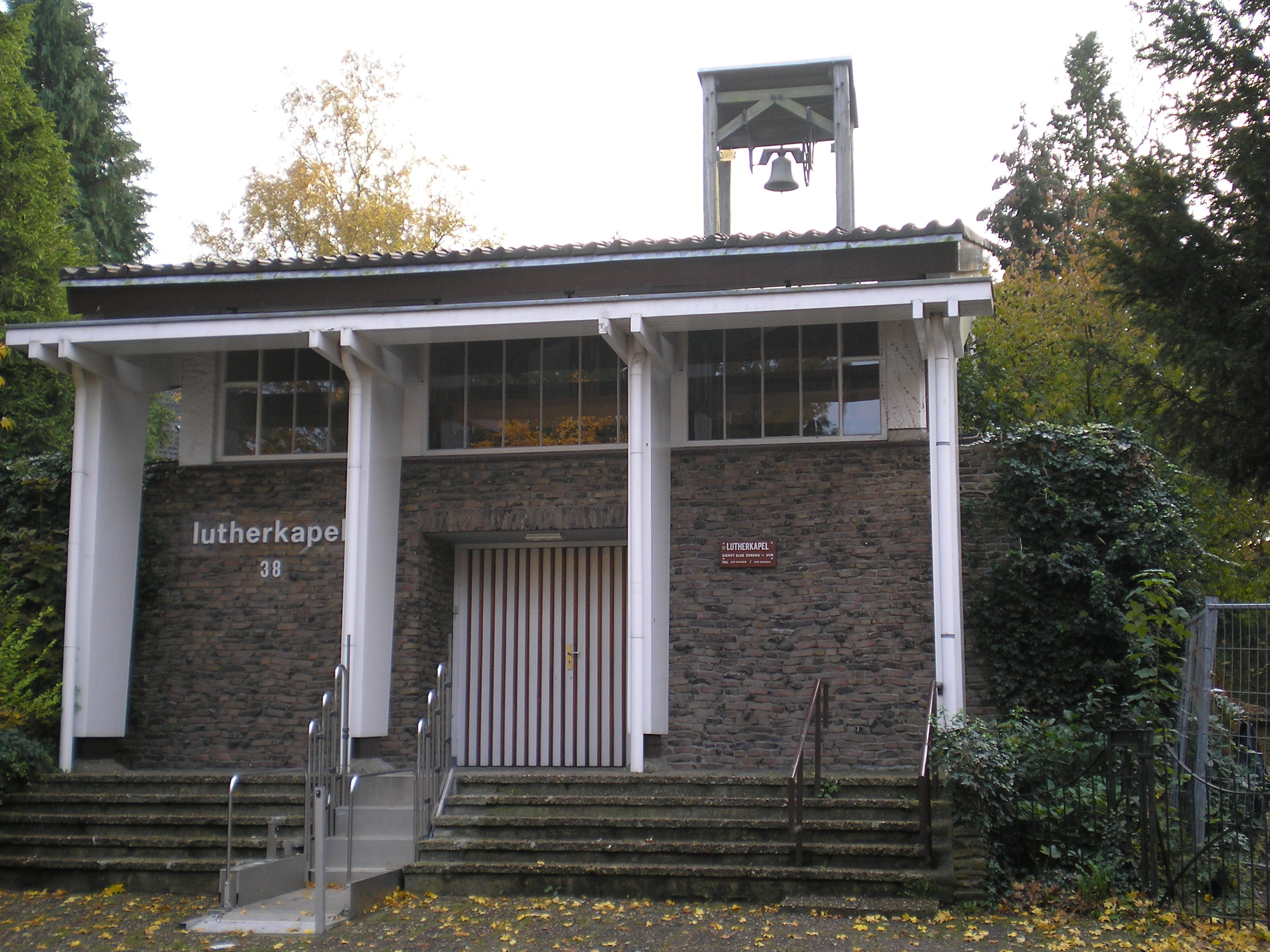
Lutherkapel aan de Woudenbergseweg 38 te Zeist
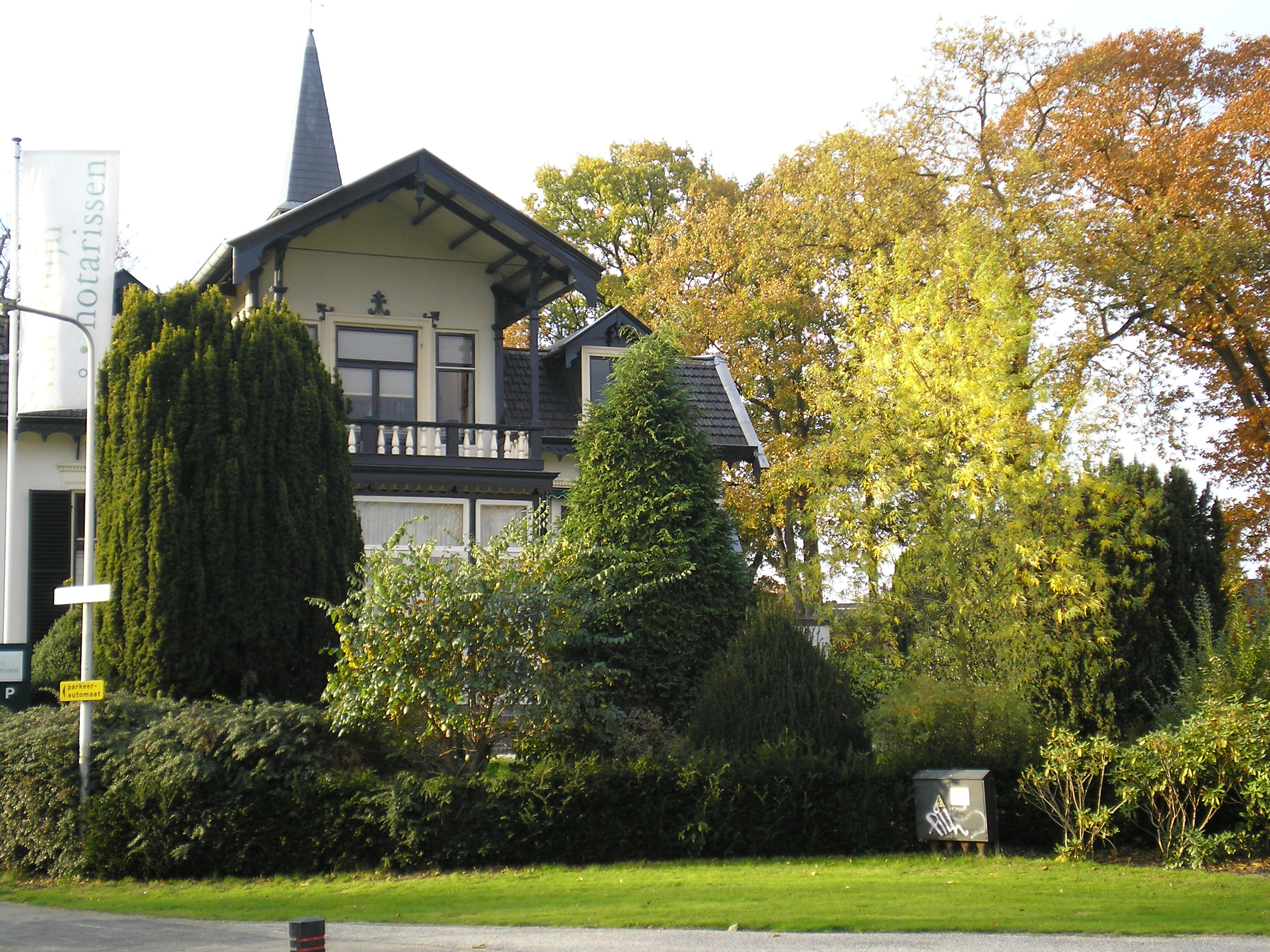
Villa Gurnigel (rijksmonument) aan de Woudenbergseweg 5 te Zeist
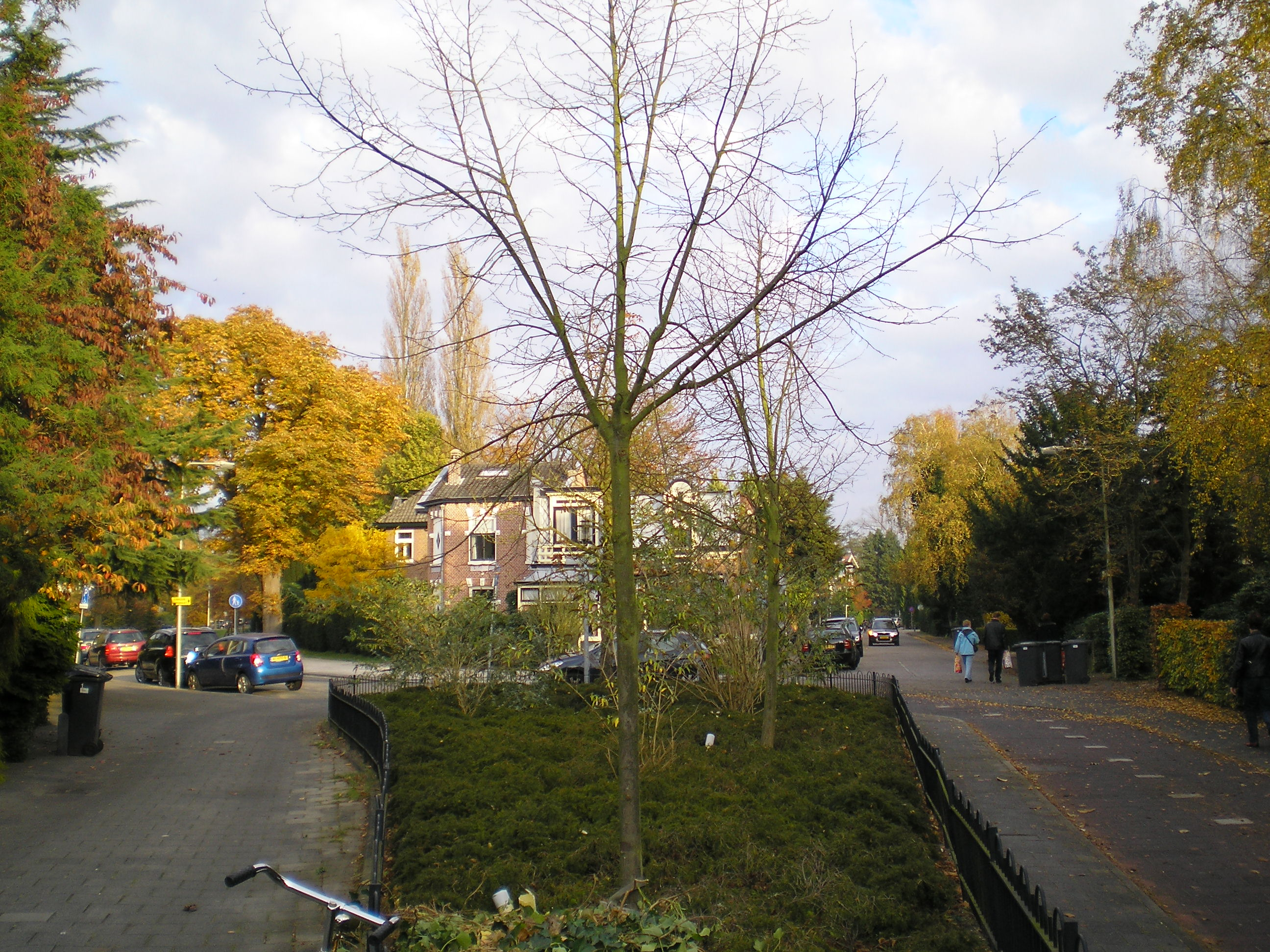
De Woudenbergseweg gezien vanaf de Slotlaan te Zeist met links de Huydecoperweg